# Thomisus zyuzini
Thomisus zyuzini es una especie de araña cangrejo del género Thomisus, familia Thomisidae. Fue descrita científicamente por Marusik & Logunov en 1990.

## Distribución
Esta especie se encuentra en Turquía, Chipre y Arabia Saudita a Asia Central.